# Seznam starostů městských obvodů v Plzni
Město Plzeň je rozděleno do deseti městských obvodů, každý z obvodů je řízen samostatným zastupitelstvem.

## Vedení městských obvodů

### Plzeň 1
- 1990 František Vykročil
- 1990–1994 Václav Koura
- 1994–1998 Jaroslav Kadlec (ODS)
- 1998–2002 Petr Baumbruk (ODS)
- 2002–2008 Jiří Winkelhöfer (ODS)
- 2008–2010 Jiří Uhlík (ODS)
- 2010–2018 Miroslav Brabec (ČSSD)
- 2018–2022 Helena Řežábová (ODS)[2]
- 2022–dosud Ivana Bubeníčková (ANO)[3]

### Plzeň 2
- 1990 Václav Korcan
- 1990–1994 Josef Bejvl
- 1994–1995 Petr Náhlík (KDS)
- 1995–1998 Václav Brousek (ODS)
- 1998–dosud Lumír Aschenbrenner (ODS, v roce 2022 zvolen v rámci koalice SPOLU)[4]

### Plzeň 3
- 1990 Jiří Železný
- 1990–1992 Josef Brejcha
- 1992–1996 Bohumil Kulhánek (ODS)
- 1996–1998 Stanislav Hajný (ODS)
- 1998–2006 Jaroslava Maříková (ODS)
- 2006–2014 Jiří Strobach (ODS)
- 2014–2018 Radislav Neubauer (ČSSD)
- 2018–dosud David Procházka (ANO)[5]

### Plzeň 4
- 1990 Jiří Krásný
- 1990–1994 Jan Votava
- 1994–1998 Eva Maříková (ODS)
- 1998–2000 Pavel Rödl (ODS)
- 2000–2002 Evžen Zavadil (ODS)
- 2002–2006 Pavel Rödl (ODS)
- 2006–2009 Hynek Brom (ODS)
- 2009–2010 Jarmila Jakubcová (ODS)
- 2010–2018 Michal Chalupný (ČSSD)
- 2018–dosud Tomáš Soukup (ANO)[6]

### Plzeň 5–Křimice
- 1990-2002 Josef Fiala
- 2002-2006 Miroslav Šimáně
- 2006–2014 Petr Otásek (SNK)
- 2014–dosud Vít Mojžíš (Plzeňská aliance, nestr.)

### Plzeň 6–Litice
- 2006–2010 Karel Dezort (SNK)
- 2010–2018 Jaromír Janoušek (v roce 2010 zvolen za ODS, v roce 2014 za ANO)
- 2018–2022 Blanka Kantová (SNK)
- 2022–dosud Michal Hausner (ANO)[7]

### Plzeň 7–Radčice
- 2006–2010 Zdeněk Švarc (Plzeňská aliance)
- 2010–2018 Zdeněk Jílek (Za Rozvoj Radčic)
- 2018–dosud Rolando Arias (v roce 2018 zvolen za Naše Radčice, v roce 2022 pak jako nezávislý v rámci koalice SPOLU)

### Plzeň 8–Černice
- 1998–2018 Miroslav Štěrba (ČSSD)
- 2018–2022 Jana Haisová Círová (OBČAS)
- 2022–dosud Vladislav Sloup (OBČAS)[8]

### Plzeň 9–Malesice
- 2006–2010 Jiří Vaňourek (ODS)
- 2010–2018 Miroslav Cudlman (KDU-ČSL)
- 2018–dosud Aleš Tolar (v roce 2018 zvolen za PRO Malesice a DV, v roce 2022 za STAN)

### Plzeň 10–Lhota
- 2006–2007 Alice Havelková (SNK)
- 2007–2009 Jiří Schoř (ODS)
- 2009–2022 Zdeňka Hončarová (v letech 2009, 2010 zvolena za ODS, v roce 2014 za Sdružení pro Lhotu a v roce 2018 za ODS+Sdružení pro Lhotu)
- 2022–dosud Jan Havel (TOP 09 - v rámci koalice SPOLU)[9]